# Kromosom 19
Kromosom 19 är ett av de tjugotre kromosomparen hos människan. Människor har normalt två kopior av denna kromosom. Kromosom 19 är den kromosom med störst gendensitet, dubbelt den genomsnittliga, med ett basparantal på 59 miljoner och 1440 proteinkodande gener. Den utgör drygt 2 procent av människans arvsmassa.

## Sjukdomar
Urval av sjukdomar som är kopplade till gener på kromosom 19:
- Alzheimers sjukdom[6]
- Maple syrup urine disease[7]
- Medfödd hypotyreos[8]
- 19p13.13 deletion syndrome[3]
- Förändringar i kromosom 19, som förvärvas under en persons livstid, har identifierats i flera typer av cancer och är särskilt vanliga i akut lymfoblastisk leukemi, där de stör celltillväxt och celldelning, vilket kan leda till cancerutveckling.[3]